# Toonami (Egyesült Királyság és Írország)
A Toonami Egyesült Királyság és Írország egy brit-ír rajzfilmadó volt. 2003. szeptember 8-án indult a CNX csatorna helyén és a nap 24 órájában sugárzott. Majdnem négy évig üzemelt, amikor 2007. május 24-én megszüntették és elindult helyén a Cartoon Network Too.

## Műsorok
A csatorna zömében akció műfajú rajzfilmsorozatokat sugárzott.